# RTP Memória
RTP Memória est une chaîne de télévision portugaise programmes d'archives et d'histoire.
C'est la deuxième chaîne thématique de la RTP développée initialement pour le câble. Elle retransmet les programmes disponibles à partir des vastes archives de la RTP, dont beaucoup sont de véritables repères de la télévision portugaise. 
Outre le remplacement des programmes, il contribue également à la réflexion sur les enjeux actuels, à travers les époques grâce sa propre production. 
Cette chaine a commencé à diffuser le 4 octobre 2004, dans certaines régions, via certains opérateurs portugais télévision par câble est disponible dans chaque foyer le 5 décembre de la même année. De cette manière, la grille finale de la chaîne a commencé le 6 décembre 2004. 
Son contenu comprend du cinéma, des sitcoms, des séries, des comédies musicales, des divertissements, des talk-shows, des documentaires, des magazines, des feuilletons, des programmes sportifs et pour enfants. Tout le contenu a été remastérisé pour le support numérique.
Le 1er décembre 2016, RTP Memória est lancée avec RTP3 sur la TDT (chaîne no 7).